# Miguel del Arco
Miguel del Arco (Madrid, 1965) és un dramaturg, guionista, director d'escena i actor espanyol.

## Biografia
Format a l'Escola Superior de Canto i en la Reial Escola Superior d'Art Dramàtic, es va iniciar com a actor de cinema en papers menors de títols com Morirás en Chafarinas (1995), Entre rojas (1995), Boca a boca (1995) o Bwana (1996). En els deu anys següents intervindria episòdicament en televisió, en sèries com Manos a la obra, Hospital Central o El comisario.
En 2002 va fundar, al costat d'Aitor Tejada, la productora teatral Kamikaze, amb la qual graven tres curtmetratges: MorirDormirSoñar, Palos de Ciego Amor i La envidia del Ejército Nipón.
Per televisió dirigeix La sopa boba (2004) i escriu els guions de les sèries Lalola (2008) - que a més va dirigir - i Los exitosos Pells (2009)
El 2009 va dirigir, amb gran èxit, l'obra La función por hacer, adaptació de la que és coautor de la peça Seis personajes en busca de autor.
Posteriorment es posa al capdavant dels muntatges d' El proyecto Youkali (2010), Veraneantes (2011), de Maksim Gorki, La violación de Lucrecia (2010), de William Shakespeare, amb Núria Espert, Juicio a una zorra (2011), amb Carmen Machi, De ratones y hombres (2012), en lliure adaptació de la novel·la de John Steinbeck i El inspector, de Gogol, amb Gonzalo de Castro encapçalant el cartell.
En 2013 dirigeix Deseo, de la qual és autor, i que interpreten de Castro, Luis Merlo, Emma Suárez i Belén López.
Un any després és Molière, l'autor al qual adapta i dirigeix en l'obra El misantrop, amb interpretació d'Israel Elejalde, Bárbara Lennie, Manuela Paso, Raúl Prieto, Cristóbal Suárez, Miriam Montilla i José Luis Martinez.
L'any 2014 va ser membre fundador de l'Acadèmia de les Arts Escèniques d'Espanya. Des d'agost de 2016 és codirector artístic juntament amb Israel Elejalde del Pavón Teatro Kamikaze de Madrid. Segons el diari El Mundo, és una de les persones dins del col·lectiu homosexual amb major influència a Espanya.

## Trajectòria

### Teatre
- Director
  - "Ricardo III" Teatro Kamikaze
  - "La señora y la criada" CNTC
  - "Jauría" (2019) Teatro Kamikaze
  - Federico hacia Lorca (2019) amb La Joven Compañía
  - Ilusiones (2018)
  - Refugio (2017)
  - Arte (2017)
  - ¡Cómo está "Madriz"! (2016)
  - Antígona (2015)
  - Un enemic del poble (2014)
  - El misántropo (2013)
  - Deseo (2013)
  - De ratones y hombres (2012)
  - El inspector (2012)
  - Veraneantes (2011)
  - Juicio a una zorra (2011)
  - La violación de Lucrecia (2010)
  - El proyecto Youkali (2010)
  - La función por hacer (2009)
  - The swinging Devils (2007)
  - La madre vigila tus sueños (2006)
  - Pulsión (2004)
  - Cinco músicos y un destino (2003)
  - En el aire (1998)

- Actor
  - Antígona (2007)
  - Los Productores (2006)
  - El astrólogo fingido (2004)
  - Sin hogar (2003)
  - Te quiero, eres perfecto, ya te cambiaré (2000)
  - Julio César (1999)
  - El anzuelo de Fenisa (1997)
  -  Noche de Reyes (1996)
  -  No hay burlas con el amor (1995)
  -  Los miserables (1992)
  - El Gorgojo (1991)
  - La risa en los huesos (1989)

- Autor
  - Refugio (2017)
  - Historias de Usera - "El lado salvaje" (2016)
  - Deseo (2013)
  - Juicio a una zorra (2011)
  - El Proyecto Youkali (2010)
  - The Swinging Devils (2007)
  - Cinco músicos y un destino (2003)

- Adaptador
  -  Ricardo III, de William Shakespeare. (2019): la versió tracta d'aplicar el context polític-social espanyol actual a l'original shakespearià. Qüestions com el cas màster, l'ascens de la ultradreta o el debat sobre la sortida del cadàver del dictador Francisco Franco de la Vall dels Caiguts fan aparició en aquesta adaptació.
  - Un enemic del poble, de Henrik Ibsen. (2014)
  - El misántropo, de Molière. (2013)
  - De ratones y hombres, de John Steinbeck. (2012)
  - El inspector, de Nikolai Gogol. (2012)
  - Veraneantes, de Maksim Gorki. (2011)
  - La función por hacer, de Luigi Pirandello. (2009)
  - El astrólogo fingido, de Calderón de la Barca. (2004)
  - Luna de miel en Hiroshima, de Víctor Winer. (2004)
  - Se busca impotente para convivir. (2003)
  - Se quieren, de Pierre Palmade i Muriel Robin. (2002)
  - Fashion feeling music, de Lluis Hansen. (2002)
  - En el aire, de William Mastrosimone. (1998)

### Televisió
- Director
  - Lalola (2008)
  - La sopa boba (2004)

- Guionista
  - Los exitosos Pells (2009)
  - Lalola (2008)
  - A tortas con la vida (2005)
  - La sopa boba (2004)
  - Agente 700 (2001)
  - Antivicio (2001)
  - Mundo Real (2000)
  - Pasión adolescente (2000)
  - Mediterráneo (1999)
  - Fernández y familia (1998)

- Actor
  - Juan y José show
    - (22 de diciembre de 2006)

  - El comisario
    - Por lo que más quieras (2004)
    - Hábitos inadecuados (2002)

  - Hospital Central
    - Botellón, botellón (2001)

  - Petra Delicado
    - El tío de Hamlet (1999)

  - Manos a la obra
    - Una novia para Tato (1998)

  - Querido maestro
    - Cuarenta de fiebre (1997)

  - El joven Picasso (1993)

### Cinema
- Director
  - Las furias. Llargmetratge. (2016)
  - MorirDomirSoñar. Curtmetratge. (2005)
  - Palos de ciego amor. Curtmetratge. (2002)
  - La envidia del ejército nipón. Curtmetratge. (2000)

- Actor
  - Pactum (2006)
  - Las viandas (curtmetratge) (2005)
  - Rojo sangre (2004)
  - La voz de su amo (2001)
  - Secuencia 47 (curtmetratge) (2000)
  - Plenilunio (1999)
  - Vínculo (1999)
  - Bwana (1996)
  - Boca a boca (1995)
  - Entre rojas (1995)
  - Morirás en Chafarinas (1995)